# Тяглов, Алексей Тимофеевич
Алексе́й Тимофе́евич Тяглов (1912—1985) — советский агроном. Заслуженный агроном Карельской АССР (1957), Заслуженный агроном РСФСР (1960).

## Биография
Окончил Ледненскую семилетнюю школу в 1929 г., Дубровенский рабфак, Горецкую сельскохозяйственную академию в г. Горки Белорусской АССР в 1935 г.
С 1935 г. — участковый агроном Лиозновской МТС в Белорусской ССР.
С 1936 г. — специалист по агротехнике зерновых культур Карельской сельскохозяйственной опытной станции. Руководил созданием опорных пунктов станции, лабораторной работой по проблемам агротехники сельхозкультур в колхозах Карелии.
В 1936—1937 гг. проходил службу в РККА.
С 1937 г. — заведующий отделением Карельской сельскохозяйственной опытной станции.
С 1939 по 1940 гг. — в РККА, участник советско-финской войны, командовал взводом разведчиков, был пять раз ранен.
С 1940 по 1941 гг. — заведующий отделом земледелия исполкома Сортавальского районного совета, организовывал работу колхозников-переселенцев. С началом войн организовал эвакуацию колхозников, скота, участвовал в боях народного ополчения.
С 1941 по 1946 гг. служил в РККА, участник Великой Отечественной войны, капитан.
С 1946 г. — старший научный сотрудник Карельской сельскохозяйственной опытной станции.
С 1948 г. — директор Карельской сельскохозяйственной школы подготовки руководящих колхозных кадров.
С 1951 г. — директор Карельской сельскохозяйственной опытной станции.
С 1954 г. — заместитель директора Карельской сельскохозяйственной опытной станции.
С 1957 по 1972 гг. — главный агроном совхоза имени В. М. Зайцева в с. Шуя. Внедрил эффективную систему земледелия сельхозкультур, в том числе на мелиоративных болот Сомбальское и Падас, обеспечившую высокие урожаи картофеля, овощей и многолетних трав.
Награждён Почетной грамотой Верховного Совета Карело-Финской ССР за подготовку боевых резервов для РККА в 1942 г., Почётной грамотой Президиума Верховного Совета Карельской АССР (1972 г.).

## Избранные труды
- Тяглов, А. Т. Записки агронома / А. Т. Тяглов ; Лит. помощь И. Л. Кана. — Петрозаводск : Карелия, 1981. — 88 с. : портр. ; 17 с
- Крашенинников, С. М. Многолетние травы — основа кормовой базы / С. М. Крашенинников, А. Т. Тяглов // Животноводству — прочную кормовую базу. — Петрозаводск, 1966. — С.31-42
- Тяглов, А.Т. Посевам кукурузы — хороший уход / А. Т. Тяглов. — Петрозаводск : Госиздат Карело-Финской ССР, 1955. — 10 с. ; 20 см
- Тяглов, А. Т. Как силосовать кукурузу / А. Т. Тяглов. — Петрозаводск : Госиздат Карело-Финской ССР, 1955. — 15 с. ; 20 см
- Тяглов, А. Т. Хорошее удобрение почвы — залог высоких урожаев / А. Т. Тяглов. — Петрозаводск : Госиздат Карело-Финской ССР, 1955. — 39 с. ; 20 см
- Новые силосные культуры в Карело-Финской ССР / Главное управление с.-х. пропаганды и науки Министерства сельского хозяйства КФССР ; [сост.: З. М. Смирнова, А. Т. Тяглов, А. И. Казанцев, И. А. Петров]. — Петрозаводск : Госиздат Карело-Финской ССР, 1954. — 28 с. ; 20 см
- Прасолов, М. И. Достижения опытников и передовиков сельского хозяйства Карело-Финской ССР / М. И. Прасолов, А. Т. Тяглов. — Петрозаводск : Государственное издательство Карело-Финской ССР, 1948. — 56 с. ; 17 см. — (Библиотека колхозника)
- Онегов А. С. Улыбка синих озёр // Юный Натуралист. 1971. № 9